# Генрікус Тромп
Генрікус Тромп (нід. Henricus Tromp, 19 березня 1878 — 17 квітня 1962) — нідерландський академічний веслувальник.
Бронзовий призер Олімпійських Ігор 1900 року в складі вісімки.